# Enrico I di Stade
Enrico I, detto il Calvo, (... – 11 maggio 976) fu conte di Stade.

## Biografia
Era figlio di Lotario II, conte di Stade e di Swanhild di Sassonia. Enrico è segnalato come cugino di Ottone I, imperatore del Sacro Romano Impero, ma la loro relazione familiare esatta rimane un mistero. Enrico fu anche nominato conte di Heilangau, l'antica capitale dello Stade, nel 959.
Quando il padre di Enrico morì nella battaglia di Lenzen, la contea di Stade fu detenuta da Wichmann il Vecchio e dai suoi due figli, e tornò alla famiglia di Lotario solo nel 967. Egli fondò la dinastia degli Odoniani, che resse la contea per buona parte della sua storia. Enrico ed il fratello Sigfrido compaiono nelle Res Gestae Saxonicae di Vitichindo di Corvey, in cui viene detto che aiutarono il margravio Ermanno Billung contro il nipote Wichmann II il Giovane, predecessore di Enrico nel governo della contea. Il nipote di Enrico, Tietmaro di Merseburgo, racconta che Enrico sfuggì alla cattura del margravio Ermanno Billung, nella cattedrale di Magdeburgo, retta dall'arcivescovo Adalberto, ove era in corso un'assemblea.
Nonostante avesse tentato di catturarlo, il duca gli ordinò di recarsi a Roma presso l'imperatore e parente di Enrico, Ottone I, per pacificare i loro rapporti. Benché l'imperatore fosse adirato con il duca per avere usurpato le prerogative imperiali in quella parte della Germania, Enrico, in virtù della loro consanguineità e della sua abilità, riuscì a far sì che Ottone concedesse la grazia al duca, e venne ringraziato dall'imperatore per il suo lavoro con una collana d'oro.
Su suo consiglio e su quello del duca di Sassonia Bernardo, Ottone II espugnò il Danevirke nell'agosto del 974.
A Enrico succedette come conte di Stade da suo fratello Sigfrido I. La data della successione non è chiara, ma probabilmente avvenne nel 973. È anche probabile che in realtà i due fratelli regnarono assieme.

## Matrimonio e figli
Enrico sposò prima Giuditta di Wetterau (925-973), sorella di Corrado I, duca di Svevia. Il loro padre era Corrado o Udo, figlio di Gebeardo, duca di Lotaringia. Enrico sposò in seconde nozze Ildegarda di Reinhausen, figlia di Elli I, conte di Reinhausen.
Enrico e Giuditta ebbero sette figli:
- Enrico II il Buono, conte di Stade[6];
- Lotario Udo I, conte di Stade[6];
- Gerberga di Stade († 1000), che sposò Teodorico I, conte di Querfurt. Essi ebbero un figlio, Teodorico, vescovo di Münster[6];
- Cunigonda di Stade (956-997), che sposò Sigfrido I il Vecchio, conte di Walbeck . Essi ebbero come figlio Tietmaro di Merseburgo, cronista della dinastia ottoniana e del Sacro Romano Impero[6];
- Hathui di Stade, badessa di Hesslingen[6];
- Emnilde di Stade[6], suora;
- Sigfrido II, conte di Stade[6].

Enrico e Ildegarda ebbero una figlia:
- Ildegarda di Stade (974-3 ottobre 1011), sposò Bernardo I, duca di Sassonia, figlio di Ermanno Billung, margravio della marca Billunga e duca di Sassonia, e della contessa Oda[6].

## Ascendenza
|                      |   |                      | Genitori          |  |  | Nonni |  |  | Bisnonni |  |  | Trisnonni |  |
|                      |   |                      |                   |  |  |       |  |  | …        |  |  | …         |  |
|                      |   |                      |                   |  |  |       |  |  | …        |  |  | …         |  |
|                      |   | …                    |                   |  |  |       |  |  | …        |  |  |           |  |
| Lotario I di Stade   |   |                      |                   |  |  |       |  |  | …        |  |  |           |  |
|                      |   | …                    | …                 |  |  |       |  |  |          |  |  |           |  |
|                      |   | …                    | …                 |  |  |       |  |  |          |  |  |           |  |
|                      |   | …                    | …                 |  |  |       |  |  |          |  |  |           |  |
| Lotario II di Stade  |   | …                    |                   |  |  |       |  |  |          |  |  |           |  |
|                      |   | Liudolfo di Sassonia | Bruno di Sassonia |  |  |       |  |  |          |  |  |           |  |
|                      |   | Liudolfo di Sassonia | Bruno di Sassonia |  |  |       |  |  |          |  |  |           |  |
|                      |   | Liudolfo di Sassonia | Gisla di Verla    |  |  |       |  |  |          |  |  |           |  |
| Oda di Sassonia      |   | Liudolfo di Sassonia |                   |  |  |       |  |  |          |  |  |           |  |
|                      |   | Oda Billung          | …                 |  |  |       |  |  |          |  |  |           |  |
|                      |   | Oda Billung          | …                 |  |  |       |  |  |          |  |  |           |  |
|                      |   | Oda Billung          | …                 |  |  |       |  |  |          |  |  |           |  |
| Enrico I di Stade    |   | Oda Billung          |                   |  |  |       |  |  |          |  |  |           |  |
|                      | … | …                    |                   |  |  |       |  |  |          |  |  |           |  |
|                      | … | …                    |                   |  |  |       |  |  |          |  |  |           |  |
|                      | … | …                    |                   |  |  |       |  |  |          |  |  |           |  |
| …                    | … |                      |                   |  |  |       |  |  |          |  |  |           |  |
|                      |   | …                    | …                 |  |  |       |  |  |          |  |  |           |  |
|                      |   | …                    | …                 |  |  |       |  |  |          |  |  |           |  |
|                      |   | …                    | …                 |  |  |       |  |  |          |  |  |           |  |
| Swanhild di Sassonia |   | …                    |                   |  |  |       |  |  |          |  |  |           |  |
|                      |   | …                    | …                 |  |  |       |  |  |          |  |  |           |  |
|                      |   | …                    | …                 |  |  |       |  |  |          |  |  |           |  |
|                      |   | …                    | …                 |  |  |       |  |  |          |  |  |           |  |
| …                    |   | …                    |                   |  |  |       |  |  |          |  |  |           |  |
|                      |   | …                    | …                 |  |  |       |  |  |          |  |  |           |  |
|                      |   | …                    | …                 |  |  |       |  |  |          |  |  |           |  |
|                      |   | …                    | …                 |  |  |       |  |  |          |  |  |           |  |
|                      |   | …                    |                   |  |  |       |  |  |          |  |  |           |  |